# Gingembre
Zingiber officinale
Ne doit pas être confondu avec Gengembre.
Espèce
Classification phylogénétique
Le gingembre officinal  (Zingiber officinale) est une espèce de plantes à fleurs originaire d'Inde et de Chine du Sud,, du genre Zingiber et de la famille des Zingiberaceae dont on utilise le rhizome en cuisine et en médecine traditionnelle. Ce rhizome est une épice très employée dans un grand nombre de cuisines asiatiques, et en particulier dans la cuisine indienne. Il est aussi utilisé en Occident dans la confection du ginger ale et de desserts comme le pain d'épices. Il ne doit pas être confondu avec une espèce proche, le gingembre japonais, dont on consomme essentiellement les bourgeons floraux à peine sortis de terre.

## Caractéristiques botaniques
Le gingembre est une plante vivace tropicale herbacée d'environ 0,90 m à 1 m de haut issue d'un rhizome.
Les feuilles persistantes sont lancéolées, bisériées, longues et odorantes.
Les fleurs sont blanches et jaunes, ponctuées de rouge sur les lèvres, les bractées sont vertes et jaunes.
Après la floraison, un court épi axillaire renfermant les graines noires enfermées dans des capsules trivalves apparaît au bout d'une tige couverte d'écailles.
Il apprécie une exposition ensoleillée et une atmosphère humide. La croissance est rapide et la multiplication se fait par division des rhizomes.

## Autres «gingembres»
Sur le plan biologique on appelle  « gingembres véritables » les espèces du genre Zingiber dont 3 sont largement consommées par l'homme :
- le gingembre officinal (Zingiber officinale), simplement appelé gingembre, dont il est question ici ;
- le gingembre japonais (Zingiber mioga), davantage utilisé dans les cuisines japonaise et coréenne ;
- l'espèce Zingiber zerumbet, plus fréquente en Asie du Sud-est.

En dehors des  « gingembres véritables », d'autres espèces peuvent porter le nom de gingembre sans faire partie du genre Zingiber. L’espèce dicotylédone d'Amérique du Nord, l'Asaret du Canada, est connue sous le nom de « gingembre sauvage ». Ses racines ont des propriétés aromatiques similaires et il est utilisé comme substitut, mais est toxique. Cette plante n'est pas reliée aux gingembres véritables et appartient à la famille des Aristolochiaceae.
Les rhizomes d'une autre plante de la famille des Zingiberaceae, Curcuma longa, constituent une épice appelée à La Réunion « gingembre-safran » ou « safran péi », car il est commun sur l'île de dire « safran » pour curcuma. La saveur est douce et aromatique, la pulpe de couleur rose-orangée. Aux Comores il est consommé en tisane. Une autre variété encore, Curcuma amada à la pulpe jaune à jaune fluorescent est appelée « gingembre mangue » car la saveur rappelle celle de la mangue carotte verte.

## Histoire
Il était dénommé zenj par les marchands arabes, mot par lequel ils désignaient aussi les habitants de la côte est de l'Afrique et d'où vient le nom de « Zanzibar », où les Arabes allaient chercher le gingembre[réf. nécessaire].
Au XIIe siècle, Hildegarde de Bingen écrivait au sujet du Zingiber officinale : « Un homme en bonne santé n'a pas intérêt à en manger, car il le rend stupide, ignorant et lascif. Mais si on est sec et déjà bien affaibli, réduire du gingembre en poudre et en prendre… dans une boisson… on améliorera ainsi son état ».
Au Moyen Âge, le gingembre était considéré comme une plante magique aphrodisiaque.

## Culture et production

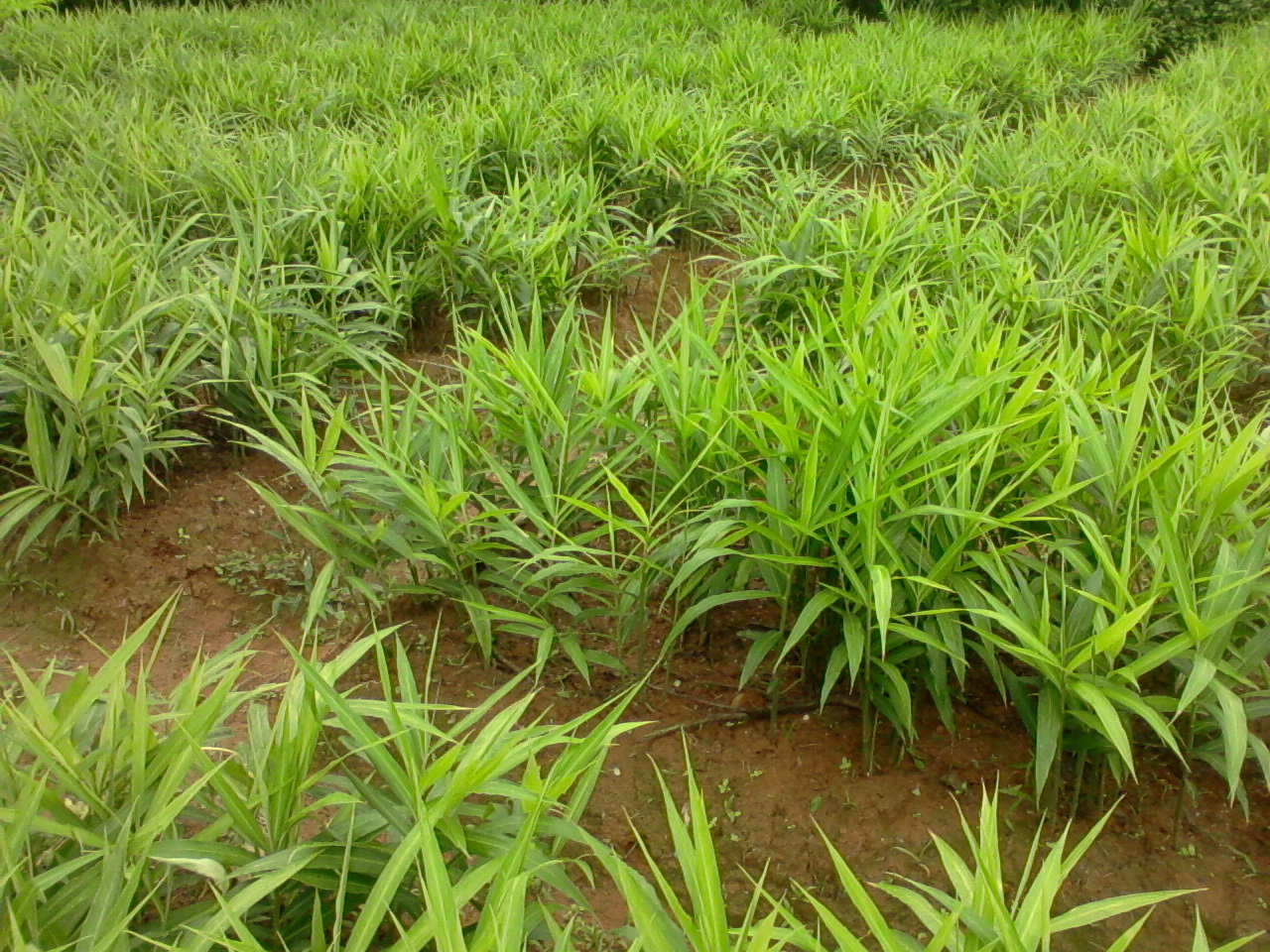
Culture de gingembre.
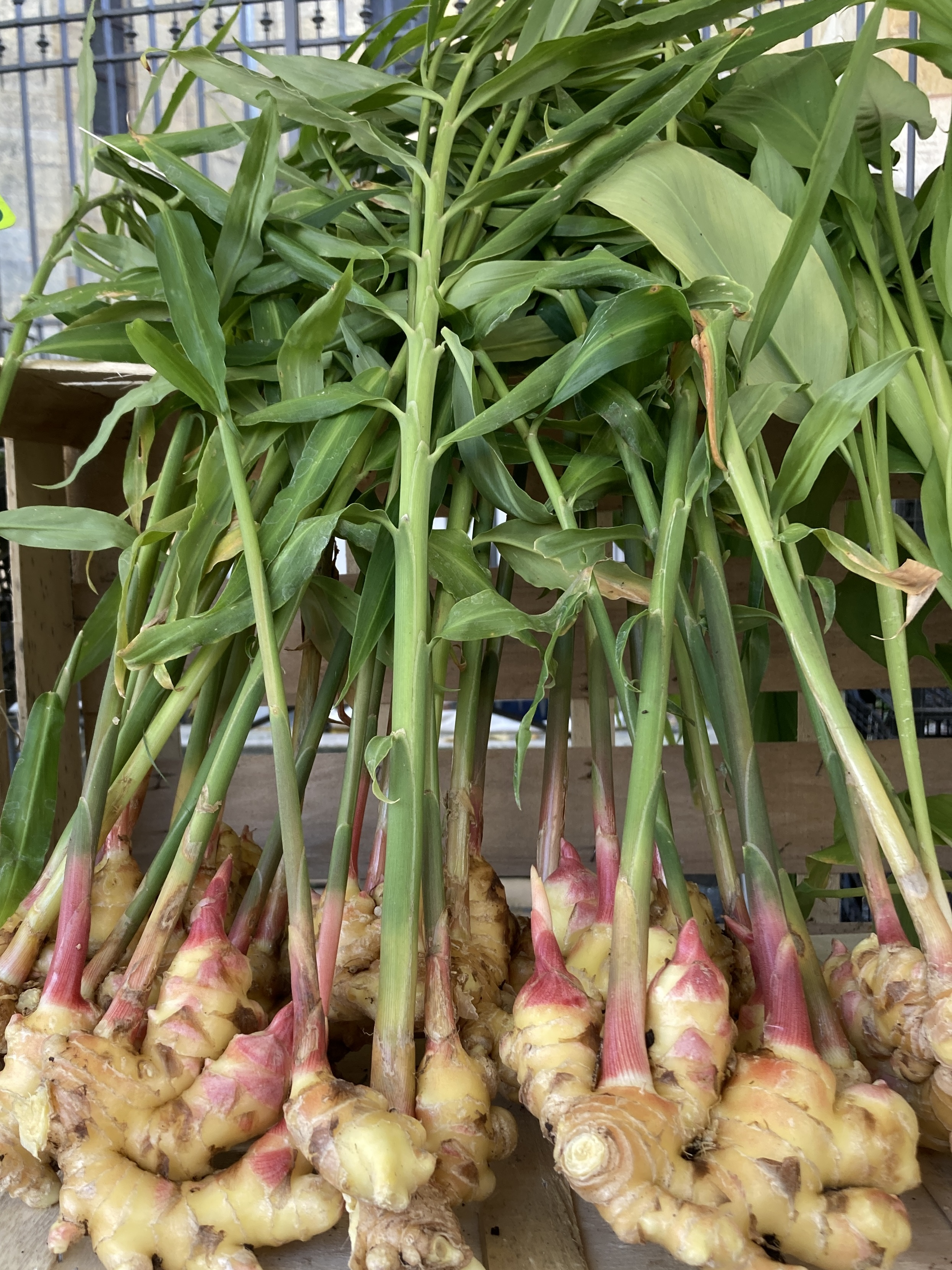
Pieds de gingembre.
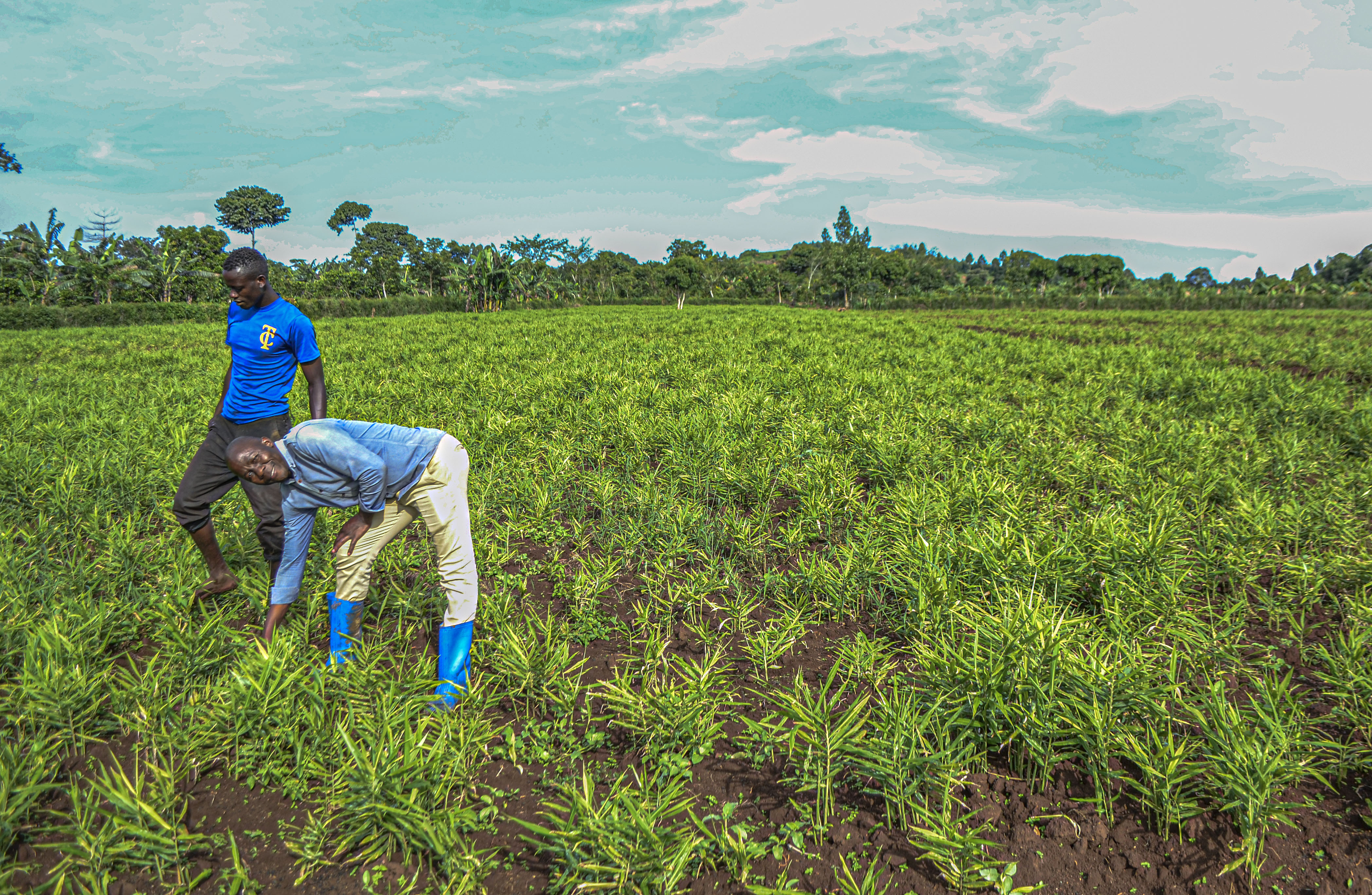
Jardin de gingembre.
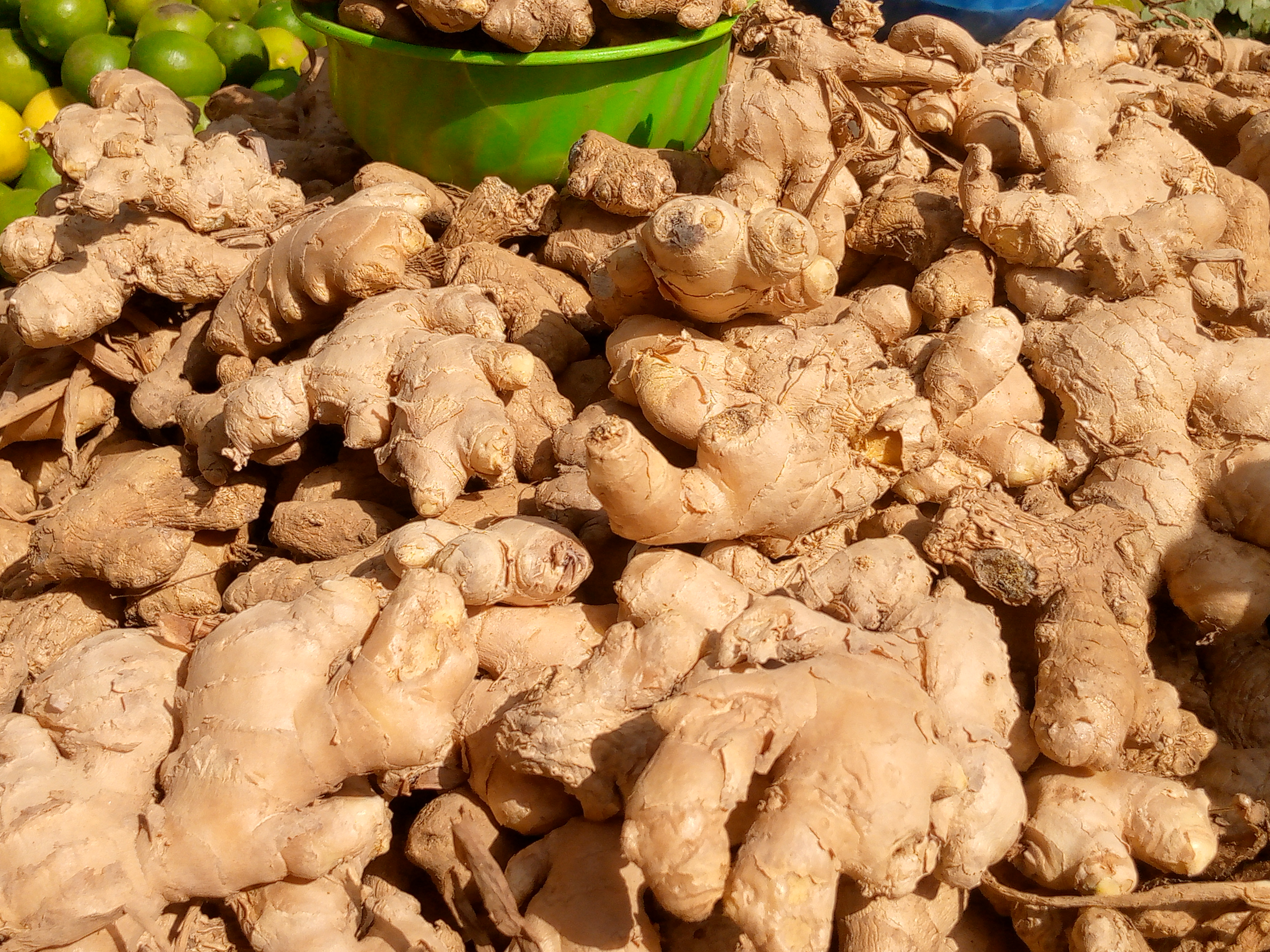
Gingembre sur un marché.
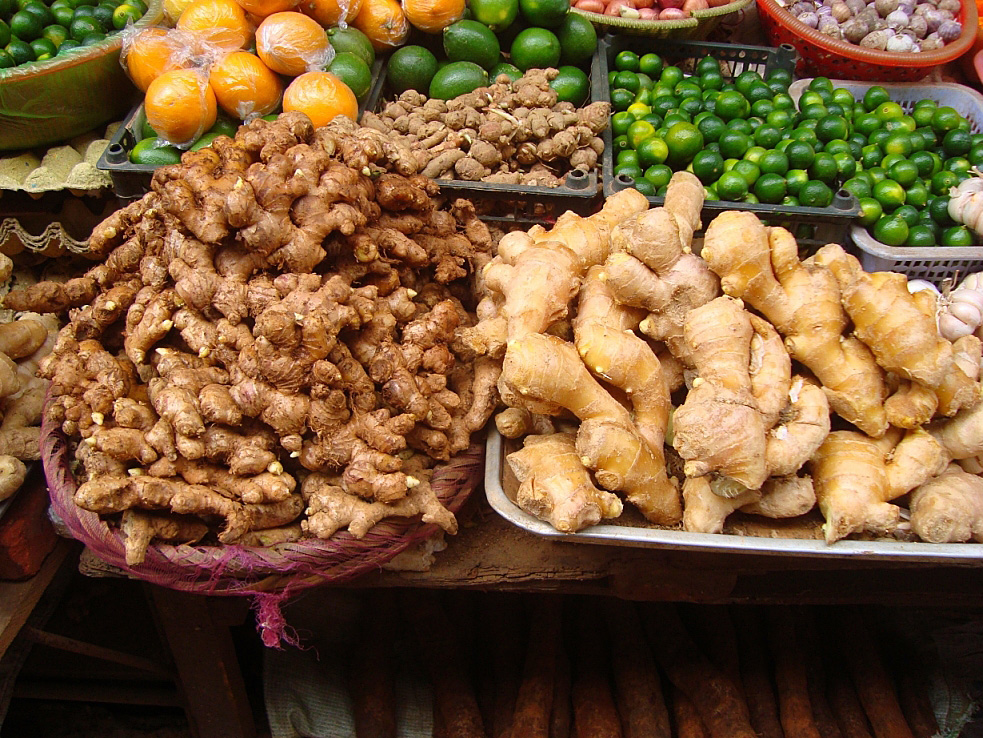
Deux variétés de gingembre sur un marché de Haikou, Chine.

| Production en tonnes. Données de FAOSTAT (FAO) | Production en tonnes. Données de FAOSTAT (FAO) | Production en tonnes. Données de FAOSTAT (FAO) | Production en tonnes. Données de FAOSTAT (FAO) | Production en tonnes. Données de FAOSTAT (FAO) | Production en tonnes. Données de FAOSTAT (FAO) | Production en tonnes. Données de FAOSTAT (FAO) |
|                                                | 2003                                           | 2003                                           | 2004                                           | 2004                                           | 2017                                           | 2017                                           |
| ---------------------------------------------- | ---------------------------------------------- | ---------------------------------------------- | ---------------------------------------------- | ---------------------------------------------- | ---------------------------------------------- | ---------------------------------------------- |
| Inde                                           | 275 000                                        | 27 %                                           | 275 000                                        | 27 %                                           | 1 070 000                                      | 35 %                                           |
| Chine                                          | 259 719                                        | 25 %                                           | 260 000                                        | 25 %                                           | 583 126                                        | 19 %                                           |
| Indonésie                                      | 151 000                                        | 15 %                                           | 151 000                                        | 15 %                                           | 216 587                                        | 7 %                                            |
| Nigeria                                        | 110 000                                        | 11 %                                           | 110 000                                        | 11 %                                           | 349 895                                        | 11 %                                           |
| Népal                                          | 90 000                                         | 9 %                                            | 90 000                                         | 9 %                                            | 279 504                                        | 9 %                                            |
| Bangladesh                                     | 43 000                                         | 4 %                                            | 48 000                                         | 4 %                                            | 77 478                                         | 2 %                                            |
| Thaïlande                                      | 33 000                                         | 3 %                                            | 33 000                                         | 3 %                                            | 167 479                                        | 5 %                                            |
| Philippines                                    | 30 000                                         | 3 %                                            | 30 000                                         | 3 %                                            | 27 482                                         | 0,9 %                                          |
| Autres pays                                    | 39 259                                         | 3 %                                            | 39 270                                         | 3 %                                            |                                                |                                                |
| Total                                          | 1 030 978                                      | 100 %                                          | 1 036 270                                      | 100 %                                          | 3 038 120                                      | 100 %                                          |

## Usages du gingembre

### Composition chimique
Le rhizome est très riche en amidon (60 %). Il contient des protéines, des graisses (10 %), de l'huile essentielle et une résine.
L'impression de feu (pseudo-chaleur) lors de la consommation de gingembre est due à la présence de shogaol, de paradol et de zingérone.
La concentration de gingérol – constituant majeur du gingembre frais – est plus faible dans le gingembre séché, tandis que la concentration en shogaol augmente.
À partir du rhizome du gingembre sont extraites une oléorésine (6 %) et une huile essentielle (1-3 %),. L'oléorésine contient les composés chimiques à l'origine de la saveur piquante, tel que le gingérol (15 %).
La composition de l'huile essentielle varie beaucoup suivant l'origine géographique mais on retrouve des composés odorants comme le zingiberène, le curcumène, le camphène, le bisabolène, le citral et le linalol.
Ces deux extraits sont destinés à l'aromatisation des aliments, tandis que seule l'huile essentielle est utilisée dans la parfumerie.
L'huile essentielle de gingembre est obtenue par distillation à la vapeur d'eau des rhizomes. Il faut environ 50 kg de rhizomes secs pour obtenir 1 kg d'huile essentielle.
L'huile essentielle de gingembre est notamment réputée pour ses vertus digestives. Elle est supposée « stimuler et accélérer le passage du bol alimentaire ».
Composition nutritionnelle: 

### Usages alimentaires

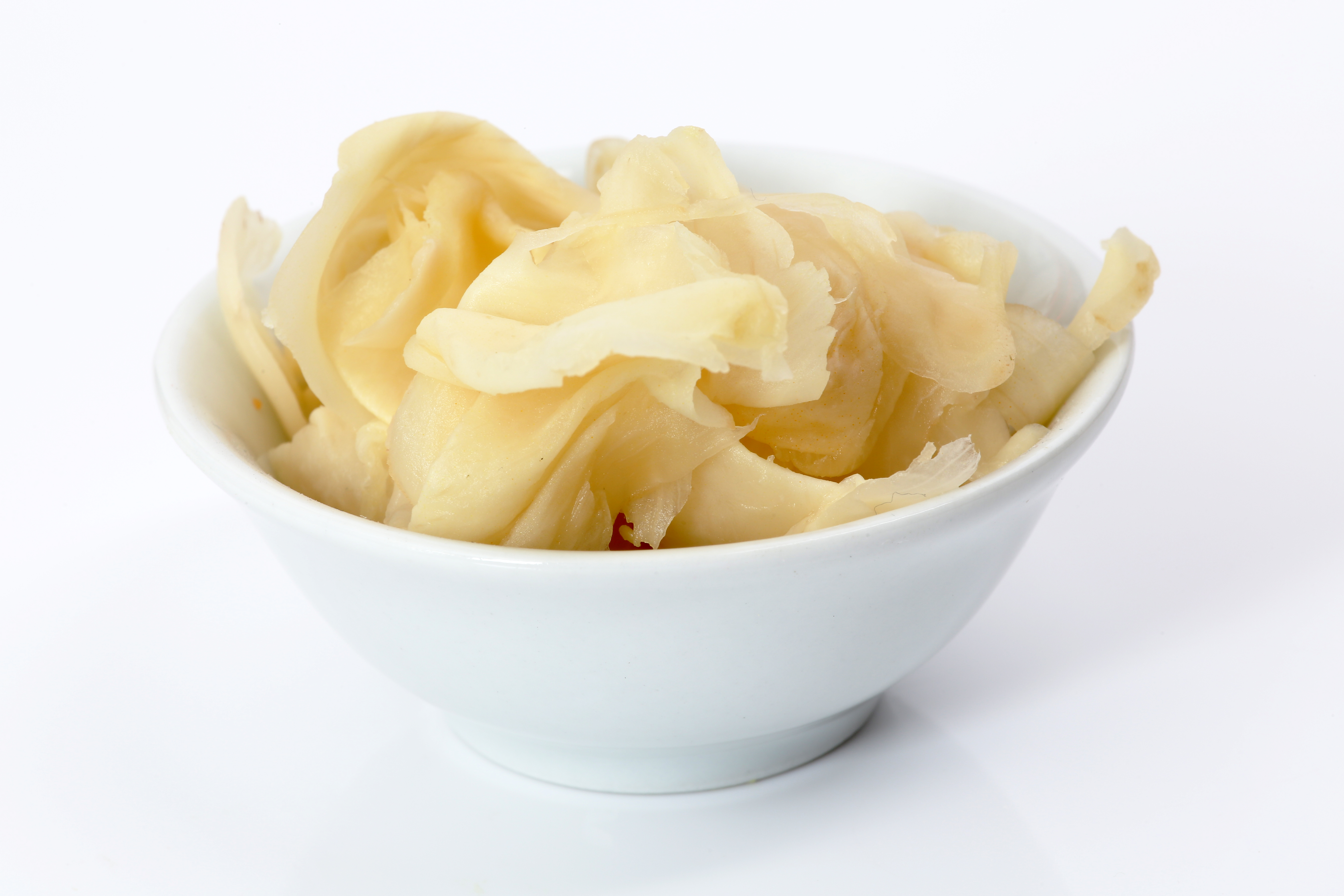
Gari japonais.

Les jeunes racines de gingembre (qui sont en fait des rhizomes, c'est-à-dire des tiges souterraines) sont juteuses et charnues avec un goût très doux. Les rhizomes mûrs sont fibreux, presque secs et ont un goût plus prononcé. Plus vieux, ils prennent un goût très fort.
- Dans la cuisine japonaise, on utilise le gingembre mariné dans du vinaigre de riz, le gari. Il est utilisé pour rafraîchir le palais entre les bouchées dans la dégustation de sushis.
- Dans la cuisine indienne, c'est un ingrédient dans différents mélanges d'épices et sauces, comme le masala ou le vindaloo.

- Les rhizomes sont souvent employés dans la cuisine chinoise pour couvrir les odeurs et saveurs fortes comme celles des poissons et fruits de mer, du poulet et du mouton. Cette saveur épicée et malodorante est due à la zingerone.
- Le gingembre est également utilisé en pâtisserie pour parfumer biscuits et gâteaux – par exemple dans la cuisine hongroise : le gâteau de gingembre frais, ainsi que sous la forme de gingembre confit.
- Le gingembre sec, en poudre, est employé pour parfumer le pain d'épices et d'autres recettes. Il a alors un goût tout à fait différent de celui du gingembre frais et ils ne peuvent se substituer l'un à l'autre. Le galanga est utilisé à des fins semblables en cuisine thaïlandaise.
- Les feuilles et les pousses issues du rhizome sont également comestibles[12].
- Le gingembre est utilisé pour aromatiser le thé dans les zones de culture swahilie et en Corée.

#### Boissons
- Au Moyen Âge, dans une majeure partie de l'Europe on consommait l'hypocras, une boisson à base de vin de vigne et de diverses épices dont notamment du gingembre.
- Le gingembre est aussi consommé en Afrique de l'Ouest sous forme de jus pressé (sucré) appelé gnamankoudji et y est considéré comme boisson ayant des effets aphrodisiaques.
- La bière de gingembre (soda sans alcool) est produite à la Jamaïque et est connue sous l’appellation anglaise ginger beer.
- Au Canada, le ginger ale, une boisson douce, gazeuse et sans alcool assez proche de la bière de gingembre, a inspiré le soda de la célèbre marque Canada Dry.
- Le ginger est un soda italien non alcoolisé à base de gingembre.

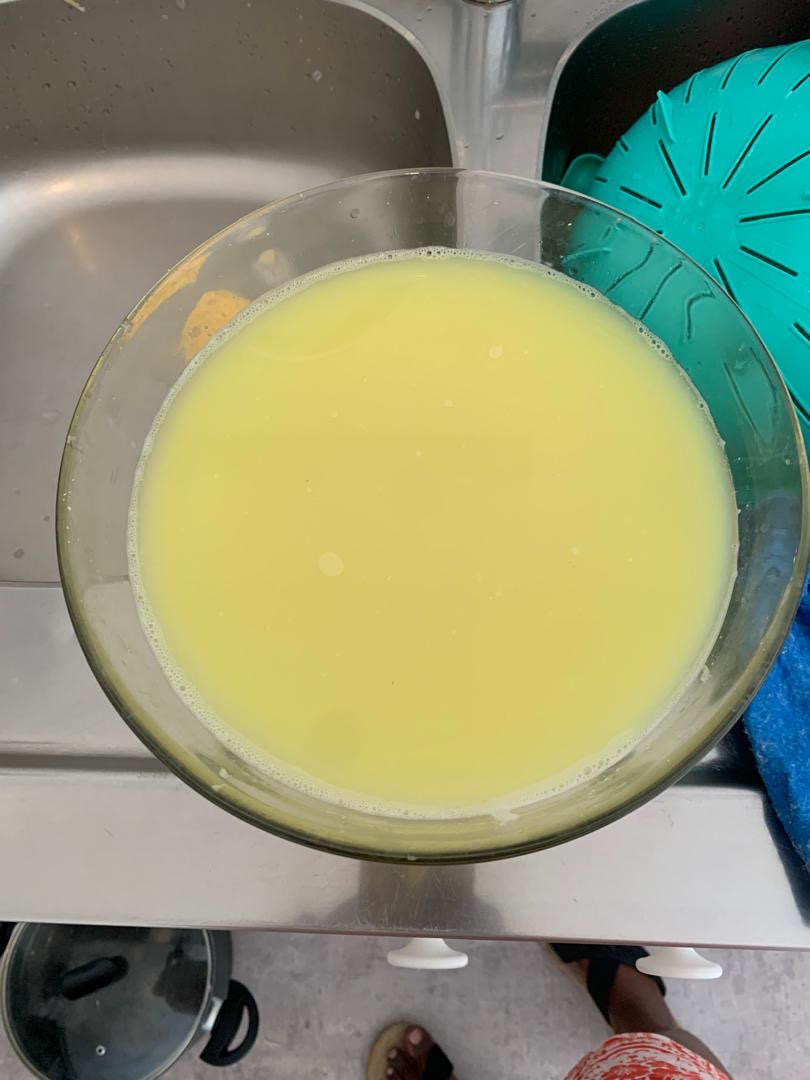
Jus de gingembre au Sénégal.
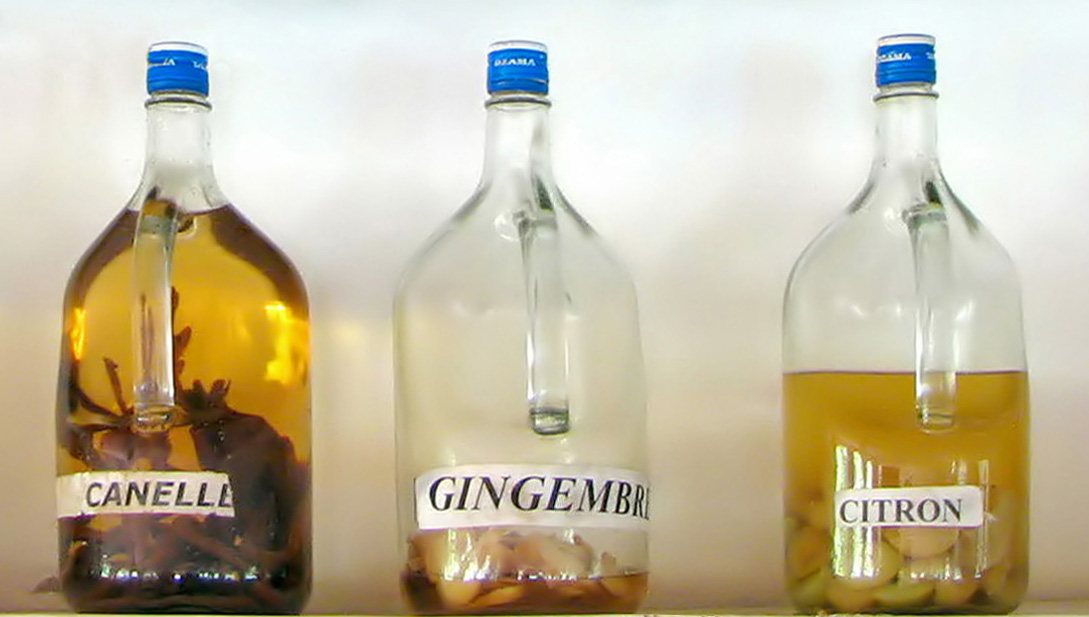
Rhum arrangé au gingembre, Madagascar.

### Usages médicinaux
Wikipédia ne donne pas d'avis médical : seul un professionnel (médecin, pharmacien, etc.) est habilité à le faire.
Des textes indiens datant de l'an 1000 avant notre ère prescrivaient cette plante pour des maux allant de l'asthme aux hémorroïdes. Les médecins asiatiques l'utilisent toujours.
Plusieurs études sur l'homme mettent en évidence des propriétés antiémétiques,,.
Une synthèse de recherches médicales confirme l'efficacité du gingembre dans le soulagement de la nausée postopératoire.
Le gingembre a été proposé comme un antimigraineux n'ayant pas d'effet négatif,.
- On lui reconnaît également le soulagement de la cinétose ou « maladie des transports », les marins chinois en mâchaient pour la prévenir[19].
- Les femmes chinoises et américaines consomment traditionnellement de la racine de gingembre pendant la grossesse pour combattre la nausée du matin[20],[21].
- Effet protecteur sur la muqueuse gastrique[22],[23].
- Combat les insuffisances biliaires et pancréatiques[24].
- Fait baisser les taux de cholestérol LDL, de triglycérides sanguins, d'acides gras et de phospholipides[25],[26].

Le gingembre a une action anti-inflammatoire, soigne en particulier la douleur et les symptômes des rhumatismes inflammatoires,.
Il a aussi des effets anticancer in vitro.
« Le rhizome de gingembre est peu utilisé en France où il a récemment été inscrit sur la liste des plantes susceptibles d'entrer dans la composition de phytomédicaments bénéficiant d'un dossier d'AMM « abrégé » [Note Expl., 1998] ; il peut revendiquer l'indication : traditionnellement utilisé dans le mal des transports. » (Bruneton 1999).
En médecine traditionnelle chinoise
Le gingembre fait partie de la pharmacopée chinoise. Son rhizome sec a été décrit dans Shennong bencao jing 神农本草经, le plus ancien ouvrage chinois traitant des drogues végétales, animales et minérales, datant des débuts de notre ère, sous le nom de Gan jiang 干姜 « gingembre sec ». Il est de saveur piquante et tiède. D’après La Pharmacopée chinoise (2008), il a pour fonctions de 1. restaurer le yang et drainer les méridiens 2. réchauffer le Centre et disperser le Froid 3. être expectorant. Le Centre (中 zhōng) désigne le « réchauffeur moyen » 中焦 Zhōng jiāo (un des Trois Réchauffeurs  三角 en:San Jiao). Il est constitué de la rate et de l’estomac qui sont la source principale du Qi et du sang.
Il est souvent employé en association avec d’autres herbes médicinales comme le fuzi (Aconitum carmichaelii) dans des décoctions comme Sinitang, Shenfutang ou Wenpitang. Dans la décoction Sinitang 四逆汤, il sert à améliorer l’effet thérapeutique et réduire la toxicité de fuzi (un aconit toxique). Une étude de pharmacocinétique moderne des alcaloïdes de l’aconit (aconitine AC, hypaconitine HA, mésaconitine MA, benzoylaconine  BAC, benzoylhypaconine BHA et benzoylmésaconine BMA) dans le plasma du rat après l’administration de Fuzi et de l’association Fuzi-Ganjiang a trouvé des différences significatives dans leurs paramètres pharmacocinétiques, indiquant que le Ganjiang (le gingembre) pouvait favoriser l’absorption du BAC et du BHA et du BMA et l’élimination de l’AC et du HA.

### Autres propriétés supposées ou alléguées
Certains attribuent à son rhizome riche en magnésium des propriétés aphrodisiaques. Dioscoride, Pline l'Ancien et Avicenne parlent déjà de cette propriété. Les bacchantes composaient des philtres d'amour à base de gingembre et de Phallus impudicus. Le chapitre 7 du Kamasutra évoque son usage dans des pratiques sexuelles occultes.  « Le gingembre aide à la nature luxurieuse » selon Jérôme Cardan. Sa réputation est telle que Madame du Barry en donnait à chacun de ses amants et que les colons portugais développèrent sa culture en Afrique de l'Ouest. Il manque cependant des études sérieuses pour confirmer cette propriété.

## Synonymes
Selon World Checklist of Selected Plant Families (WCSP) (26 sept 2011) :
- Amomum angustifolium Salisb., Prodr. Stirp. Chap. Allerton: 4 (1796), nom. illeg.
- Amomum zingiber L., Sp. Pl.: 1 (1753).
- Amomum zinziba Hill, Veg. Syst., ed. 16: 50 (1770), orth. var.
- Zingiber aromaticum Noronha, Verh. Batav. Genootsch. Kunsten 5(4): 28 (1790), nom. inval.
- Zingiber cholmondeleyi (F.M.Bailey) K.Schum. in H.G.A.Engler (ed.), Pflanzenr., IV, 46: 172 (1904).
- Zingiber missionis Wall. in J.D.Hooker, Fl. Brit. India 6: 246 (1892).
- Zingiber officinale var. cholmondeleyi F.M.Bailey, (1900)
- Zingiber officinale f. macrorhizonum (Makino) M.Hiroe, (1971) (1807).
- Zingiber officinale var. macrorhizonum Makino, (1933)
- Zingiber officinale f. rubens (Makino) M.Hiroe, (1971)
- Zingiber officinale var. rubens Makino, (1933)
- Zingiber officinale var. rubrum Theilade, (1996 publ. 1998)
- Zingiber officinale var. sichuanense (Z.Y.Zhu, S.L.Zhang & S.X.Chen) Z.Y.Zhu, S.L.Zhang & S.X.Chen, (1992)
- Zingiber sichuanense Z.Y.Zhu, S.L.Zhang & S.X.Chen, Bull. Sichuan School Chin. Met. Med. 1987(1): 39 (1987).
- Zingiber zingiber (L.) H.Karst., Deut. Fl.: 471 (1880), nom. inval.